# 科拉布利諾區

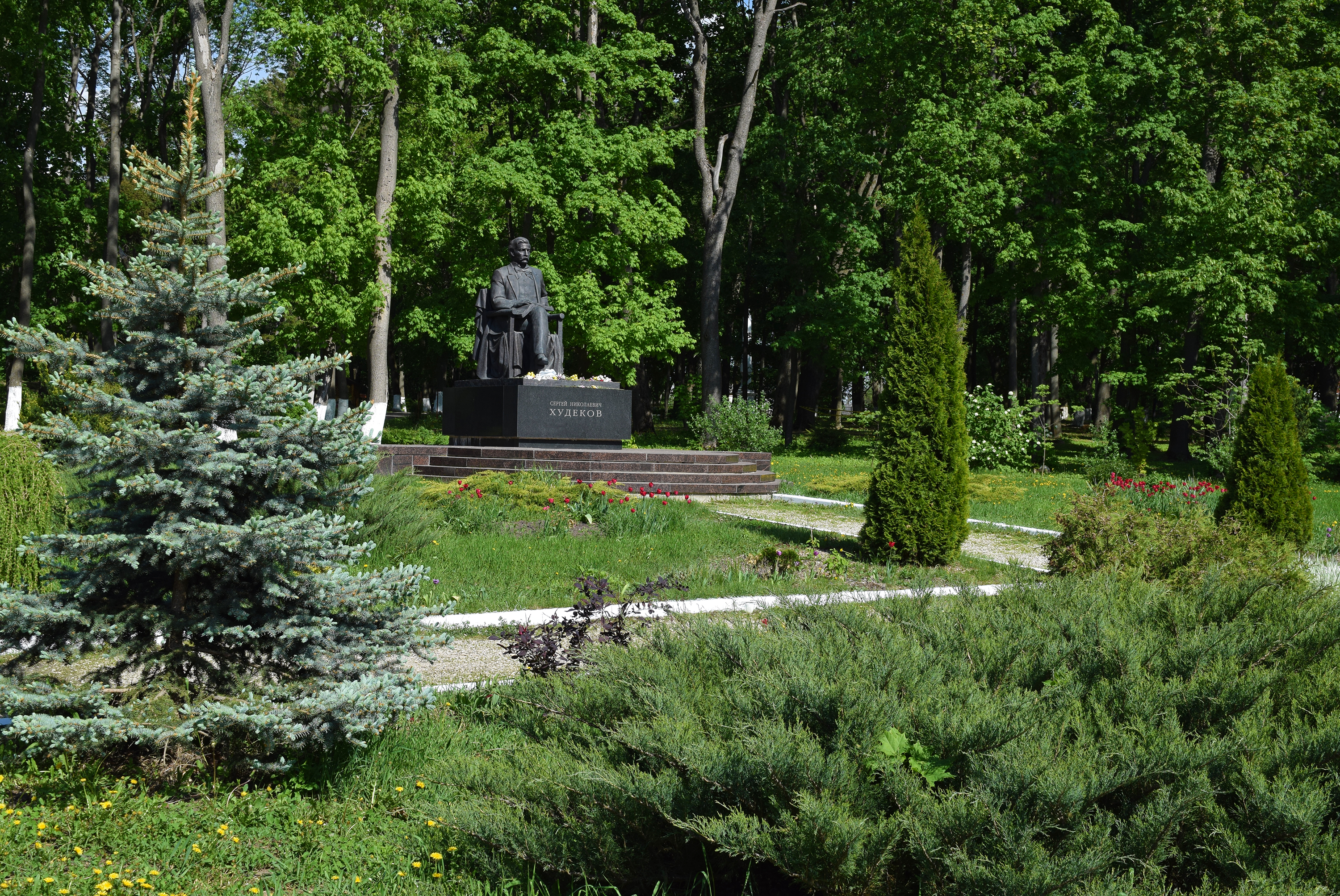

53°55′N 40°01′E / 53.917°N 40.017°E
科拉布利諾區（俄语：Кораблинский район），是俄羅斯的一個區，位於該國西部，由梁贊州負責管轄，面積1,171平方公里，2010年該區人口22,941，人口密度每平方公里19.59人。